# زكية شموط
زكية شموط (1 يناير 1945 - 16 سبتمبر 2014) هي فدائية فلسطينية. تُعدّ من أوائل الفدائيات التي نفذت عمليات ضد الاحتلال، وهي أول فلسطينية تنجب مولودتها داخل السجون الإسرائيلية، والتحقت بالعمل الفدائي عام 1968م، بلغ عدد العمليات الفدائية التي نفذتها 7 عمليات لكن في أوائل السبعينيات تم اعتقالها وزوجها وهي حامل في شهرها الخامس وحكم عليها بالسجن 12 مؤبداً بينما حكم على زوجها بالسجن مدى الحياة، وفي عام 1983م أُطلق سراحها وتم ابعادها إلى الجزائر وتوفيت هناك.

## أسرتها
زكية شموط «أم مسعود» زوجة المناضل محمود مسعود، ووالدة كل من المناضلة ناديا ودولت وهالة ومسعود وعامر ومريم الصغرى التي أنجبتها بعد خروجها من السجن.

## إنجازات
من أبرز العمليات الفدائية التي نفذتها المناضلة «أم مسعود» وضع عبوة داخل بطيخة كبيرة زنتها 20 كلغ، بعدما أفرغت محتواها، وارتدت معطفاً محشواً بالديناميت وحملت ابنها ذا الأشهر التسعة على يدها، والعبوة داخل سلة باليد الأخرى، قبل ترك السلة والمعطف للتمويه وانفجرت في سيرك بلغاري في مدينة حيفا المحتلة، ما أدى إلى مقتل 15 إسرائيلياً وعشرات الجرحى، وأخرى تحت شاحنة محملة بتفاح من الجولان كانت يجرى عليها مزاد لصالح جيش الاحتلال، ما أسفر عن سقوط عشرات القتلى الإسرائيليين، ولكن لم تعتقل إلا بعد سنوات مع زوجها ووالديها وأفراد عائلتها، وسجنوا جميعاً.

## في السجن

### التعذيب
لم تكن زكية شموط وزوجها قد حكم عليهما بعد، ومُورست عليهما أعنف أساليب التعذيب، فمن شدة الضرب والصعقات الكهربائية التي تلقّتها زكية في إحدى جولات التعذيب، التي لم يُراعَ وضعها كونها امرأة حامل، فقدت وعيها، عندها أحضروا طبيب السجن الذي كشف عليها قائلاً: «إن الطفل الذي تحمله زكية شموط سينزل من بطنها مشوه أو ميت»، وفي 18 شباط 1972 شهدت زكية آلام المخاض وهي في زنزانتها الانفرادية ولم يفتح لها الباب واستمرت زكية بالصراخ، حتى لم يعد يصدر أي صوت من زنزانتها، ليرتفع بعد قليل بكاء طفل، والدم كان يتفجر من تحت باب الزنزانة إلى الخارج بسرعة كالماء، ثم فتحت السجّانات الباب، وإذ بزكية مطروحة أرضاً، مغميٌّ عليها، والطفلة ما زالت متصلة بأمها، والدم يغمر المكان، فقامت السجينات، منهن فاطمة برناوي وتريز هلسا وحنان مسيح، بقص الحبل السري الذي كان يصل بين الأم والطفلة.

### تسمية المولودة
كان في سجن السجون الإسرائيلية «نيفي ترتسيا» مناضلة مغربية اسمها ناديا بردلي، نفذت عملية فدائية ضد اليهود في «تل أبيب» فاسميت المولودة الجديدة على اسم هذه المناضلة ناديا.

### إطلاق سراحها
في عام 1985م، كان يجري الحديث عن عملية تبادل أسرى فلسطينيين مع الاحتلال الإسرائيلي، الذي رفض إطلاق سراح زكية، فأوقف الرئيس ياسر عرفات العملية، حيث قالوا له: «نريدها أن تموت بالسجن». عندها رفض «أبو عمار» إتمام عملية التبادل وفاءً منه لتضحيات المناضلة الفلسطينية زكية، وتواصلت المفاوضات عبر وسيط، إلى أن اضطر الاحتلال الإفراج عن زكية بعد ان امضت 15 عاما في سجون الاحتلال الإسرائيلي بشكل متواصل 
وبعد إطلاق سراح زكية وزوجها محمود خلال عملية التبادل، انتقلا إلى تونس للعيش هناك، إلى حين استهداف منزل «أبو عمار» في «حمام الشط»، لينتقلا مع أفراد العائلة إلى الجزائر، حيث لحقت بها البنات الثلاث دولت وهالة وناديا، فيما حرصت أن يبقى الصبيان مسعود وعامر في فلسطين المحتلة.

## وفاتها
توفيت المناضلة زكية شموط بتاريخ 16 سبتمبر 2014م عن عمر ناهز 69 سنة إثر مرض عضال بمستشفى «عين النعجة» العسكري، ودفنت في مقبرة زرالدة في الجزائر.

## ما كتب عنها
خصّصت مجلة الذاكرة الوطنية في عددها الثاني ملفاً خاصاً تكريماً لروح رائدة النضال الفلسطيني المجاهدة زكية شموط، وقد حفل العدد بالعديد من مقالات الكتاب والمفكرين والمثقفين والأكاديمين والأعلاميين وأصحاب الرأي.
فقد كتب الأستاذ خالد صالح تحت عنوان «عُمرٌ بألف عام مما يعدون»:
لا يبدو في كل هذا المدى المفتوح للأعداء والنسيان، أحد اكتسب من اسمه حظاً واقتنص منه نصيباً، فقارب بين الدال والمدلول في المعنى، كما فعلت زكية شموط، التي رحلت عن عالمنا قبل أسابيع، بعد أن استوفت شروط فلسطينيتها بحدودها القصوى، أٌما وأُختا، وابنة وزوجة، وفلاحة ومتمدنة بفعل إجادة زرع المتفجرات، ومناضلة وقائدة، ومواطنة ولاجئة، وأسيرة ومحررة، وضاحكة وباكية، كلما ضبطت إيقاع مشاعرها على عقارب الساعة الفلسطينية، الملئية بكل انتكاسات وابتهاجات القلب.
وكتب الأستاذ قدورة فارس تحت عنوان «الباقيات الفلسطينيات الصالحات»:
يفتح موت «أم مسعود» شهية العين للبكاء على غير استحياء، كما يفتح شهوة القلب على معانقة اللسان لنبوح بما اختلج في الصدر عن ذلك الفلسطيني الذي لا يزال الصليب أمامه قائماً منصوباً منذ أكثر من ألفي عام.
وكتب الوزير عيسى قراقع رئيس هيئة شؤون الأسرى والمحررين تحت عنوان «ذلك الكائن السماوي الذي يسمى زكية شموط»:
زكية شموط لم ترحل، كانت بطاقة هوية أمدت جسمها وأجسامنا بقوة المودة والشهية، لم تتعب ولم تشكُ، كانت فلاحة في المزارع الخضراء وصارت لاجئة، طوعت الشقاء ورفضت الأهانة وقدست الكرامة.
وكتبت د. عبير عبد الرحمن ثابت تحت عنوان «روح الشهيدة الزكية...... تعانق السماء»:
حكاية الشهيدة شموط لا تحكى بسطور، حكاية امرأة فلسطينية أوفت بالعهد لفلسطين فحفظتها فلسطين في قلوب أبنائها، حملت روحها الملائكة مسافرة مسرعة إلى دلال المغربي ورفيقاتها لتلبي بها النداء ولتستريح في كبد السماء.
وكتب الاستاذ علي شكشك تحت عنوان «عربيّةً فُصحى.. زكيّة شمّوط»:
زكية صرخةٌ أولى.. شعورٌ أول.. كيمياءٌ مؤسِّسة.. طبعةٌ أولى.. نصٌّ أول.. لم تحتجْ إلى تنظيرٍ لتنهمرَ في المعادلة، ولا إلى تفكيرٍ لتصلَ إلى السبيل.. ولا احتاجت لشيخٍ حتى تستبين.. ولا إلى أبجدية لتبين.. فقد كانت هي ذاتُها كلَّ هذا.. بلا واسطةٍ بينها وبينها.. كانت تتكلمُ لغةَ الأشياء والمعاني والمشاعر والمفاهيم.
وكتب الدكتور سامي محمد الأخرس تحت عنوان «زكية شموط زعترة فلسطين»:
أمضت أربعة عشر عامًا، تتحدى الظلمة وعتمة القيد، وتقسم أن الشمس ستبزغ يومًا، وتشرق حينًا، وتعانق الفجر وضوءًا... وتغتسل من الحياة طهرًا.... أليس العنقاء تعود من الموت أقوى؟! فكيف للفلسطينية أن تموت كمدًا؟!
وكتب الاستاذ سمير قسيمي تحت عنوان «في الحياة والموت»:
رحلت زكية شموط الجزائرية الفلسطينية، من غير أن ترحل ذكراها ومنجزاتها.. ففي حياتها لم تقصر في نصرة قضيتها الأولى والأخيرة «فلسطين». وفي موتها سنستمر في الثناء عليها وعلى تضحياتها، اعترافا بأرض القدس التي لن تعدم أن تنجب مثلها.
وكتب الأستاذ عادل أبو هاشم تحت عنوان «زكية شموط.. رائدة النضال الفلسطيني» 
الراحلة العظيمة «أم مسعود»: 
كم كنت عظيمة كما كانت جميع نساء فلسطين، وكم زرعت الأمل في نفوس القاعدين الخاملين، ومن كلماتك رسمت خيوط الانتصار والهمم العالية التي تعبد الطريق له.
نحن بحاجة إلى مدرستك لنتعلم منها دروس التضحية والثبات وقوة الإيمان ونستخلص منها العبر بان الآجال مقدرة من عند الله وأن الفوز بالشهادة هو الانتصار الحقيقي والمنتظر. 
كنت مثال الأم الحنونة، وكنت نموذج الأم المعطاء والمحسوس والمجبول بدم فلذات الأكباد. 
وكتب الاستاذ ماجد مقبل تحت عنوان «زكية شموط المناضلة التي غابت»:
```
يوم عرفتها لعدة سنوات خلت، عرفت الإخلاص كيف يسعى في الناس، وعرفت ايضاً تواضع الكبار، فعرفت التعاطف الذي لا تجد الأثرة إلى جوهره سبيلاً، يوم ذاك رأيت الوطنية متجسدة بامرأة مسنة مريضة، إلا أنها ساعة يضام شعبها تتحول إلى كتلة من نار، أين منها النيازك وألسنة البراكين.
```

وكتبت الأستاذة هناء علي الخالدي تحت عنوان «امرأة من بلادي رفعت شعار فلسطين حرة... فإرتعدت لها فرائض الاحتلال»:
```
وداعاً لقلب نبض بشذى الوطن وعبق الشموخ والتحدي... ولن يركع لمرارة القيد واغلاله... فمن عتمة وبلاط السجان فاحت رائحة السيرة الحسنة لمناضلة سطرت تاريخها بحجم الألم الفلسطيني الذي ارتكب في حق الماجدات الفلسطينيات.. اللاتي أثبتن بنضالهن أنهن المنارة والفخر لكل ثائر فكن بمثابة درع البيت الحامي... الذي قاوم الأسر وألم المنفى.
```

وكتب الأستاذ عماد مخيمر تحت عنوان «زكية شموط... جغرافيا الوجع والنضال»:
```
المناضلة زكية شموط «أم مسعود» حكاية أو رواية أو أسطورة أو هي وجه فلسطيني يحمل في قسماته وملامحه أبعاد وقيم الوطن، هي خارطة لجغرافيا العطاء والنضال بكافة أشكاله، هي جغرافيا التاريخ الوطني الفلسطيني بكل تفاصيله وملاحمه.
```

وكتب الاستاذ منصور أبو كريم تحت عنوان «زكية شموط نموذج مشرف لنضال وكفاح المرأة الفلسطينية ضد الاحتلال الإسرائيلي»:
```
إن المناضلة الكبيرة زكية شموط لهي نموذج مشرف للمرأة الفلسطينية عبر العصور، وهي تاريخ من النضال والكفاح ضد الاحتلال سواء في ميدان القتال أو خلف السجون، فكل التحية والتقدير للمرأة الفلسطينية ممثلة في شخص زكية شموط.
```

و كتب الاستاذ شفيق التلولي تحت عنوان «عيون زكية لا ترحل»:
```
رحلت زكية وعيونها التي سبلت كانت تقطر الدمع دما على أطفال غزة التي أكلتهم نيران العدوان الصهيوني الهمجي الغاشم، رحلت وما زالت تحتفظ بحكايتها مع البطيخة المتفجرة والتي صنعت منها ألف حكاية ورواية لأطفالنا الراحلين عنوة عن الأرض.
```

وكتب الأستاذ فهمي كنعان تحت عنوان «إلى جنات الخلد ايتها الاسيرة المحررة والمناضلة زكية شموط»:
```
رضعت منذ نعومة اظفارها حليب الوطن، حليب العزة والكرامة والإباء، فلا عجب ان تكون أول من قدمت نفسها وروحها في سبيل تحرير أرضها ومقدساتها، في الوقت الذي كان ينظر الجميع، كيف تحتل فلسطين وتصادر ارضها ويشرد شعبها ولم يحرك أحد ساكناً.
```

و كتب الدكتور حسن عبد الله تحت عنوان «زكية شموط ولادة نضالية وثقافية من رحم معاناة الاعتقال»:
```
اليوم ترحل عن عالمنا هذه المناضلة، بعد حياة حافلة بالعطاء والإبداع، ترحل بلا ضجيج، لأن المناضلين الحقيقيين لا يحبون الرحيل المهرجاني، ولا يستهويهم الموت الإستعراضي، فقد تعلموا ان العيش بزهد والمغادرة بهدوء.
```

وكتب الأستاذ رزق المزعنن تحت عنوان «زكية شموط الفدائية الفلسطينية»:
```
أختنا المرحومة زكية، في كل مراحل حياتها تعتبر علامة على نبض الشعب الفلسطيني، منذ أن شهدت استيلاء الصهاينة على بيت جدها واخراجهم بالقوة منه إلى أن التحقت بالثورة الفلسطينية المسلحة فدائية مقاتلة في خلية زوجها البطل «أبو مسعود»، في تنفيذها لما تكلف به من مهام، في انتصارها لشعبها ولقضيتها، في سجون الاحتلال البغيض.
```

و كتب الأستاذ محمود العالول تحت عنوان «ثائرة من حيفا»:
```
رسمت ثائرة حيفا المرحومة زكية شموط «أم مسعود» اسمها كفلسطينية وامرأة رفضت الرضوخ والاستكانة على جراح نكبة بدلت كل صيغ الحياة، وتركت آثارها في ذهول البعض وتيه وتشتت البعض الآخر.
```

وكتب الأستاذ حكم عبد الرحمن الداوودي تحت عنوان «وداعاً زكية الميجنا»:
```
رحلت عنا المناضلة زكية شموط هذه المرأة الفلسطينية التي وهبت حياتها حباً لوطنها ولم تبخل عليه بالغالي والنفيس وحتى سنين من عمرها وفراق لفلذات كبدها.
```

وكتب الأستاذ سميح خلف تحت عنوان «زكية شموط والسبع روايات الفلسطينية»:
```
ما أروع أن تحلق روح زكية شموط في سماء المناضلات العظيمات الأوائل في سجل التاريخ والوطنية الفلسطينية، سلام على روحك الطاهرة ورحمة من الله لك لقد أعطيتي وكمل عطاؤك، وسيبقى اسمك مرفوعاً في سمائنا الفلسطيني، شعلة دائمة لحرائر فلسطين ومناضليها حتى تحقيق الحلم الفلسطيني.
```

و كتبت الأستاذة شوقية عروق منصور تحت عنوان «ماتت زكية شموط»:
```
حياة زكية تستحق أن تسجل وتكون أمام الأجيال القادمة، إنها امرأة جاءت في الزمن الصعب لكن واجهت الزمن بأسلوبها وطريقتها، لم تجلس تثرثر في الصالونات ولم تهرع وراء دور الأزياء، كانت امرأة صلبة وقوية الشخصية.
```

وكتب الاستاذ عدلي صادق تحت عنوان «أم مسعود في ذمة الله»:
```
كانت زكية راعية أغنام لا تعرف من موضوع الصراع سوى حكايته الأولى المختزلة، والشواهد اليومية أمام عينيها، التحقت بالمقاومة، وقامت بما طُلبَ منها في مرحلة انفتاح هذا الصراع على خيارات القتال دونما قيود أو حسابات أو عوائق.
```

وكتب الاستاذ محمد العربي تحت عنوان «رحيل مناضلة ضد الصهيونية»:
```
لقد ناضلت المناضلة زكية شموط من أجل زوال الإحتلال الصهيوني عن أرض فلسطين، رحلت زكية شموط وبقى الإحتلال جاثم على صدورنا ولكن جنازتها كانت تحثنا على الوحدة والصمود والنضال حتى زوال هذا الإحتلال.
```

وكتب الدكتور صالح الشقباوي تحت عنوان «المناضلة زكية شموط تنتصر على السجن وتهزم السجان»:
```
في خضم الظلام الذي أحاط بجسد المناضلة زكية شموط بعد اعتقالها وهول العنف الجسدي الذي تعرضت له على يد سجانها الصهيوني، إلا أنها لم تنثني ولم تنحني وبقيت واقفة صامدة كالنخيل أمام الأعاصير الصهيونية الغاضبة والحاقدة والتي مارست أبشع ردات الفعل من عذاب وضرب وشبح وتجويع لهذه المرأة التي آلامتهم وقهرتهم وهزمتهم في ميادين الصراع وآلياته وأدواته.
```

وكتب الدكتور مازن صافي تحت عنوان «الراحلة زكية شموط.. مناضلة من زمن الثورة»:
```
كان حب «زكية» لبلدها فلسطين، حباً فطرياً وراسخاً وعميقاً، ينم عن صوتها الجميل حين تشدو بأناشيد وأغاني الوطن السليب والثورة، وبعد خروجها من المعتقل قامت بجولات مع وفود نسائية وزارت بلدانا كثيرة، وحضرت مؤتمرات خاطبت فيها المشاركين بمنطقها البسيط وأسلوبها العفوي، وعرضت عليهم قضية فلسطين العادلة، وحكت لهم عما يعانيه المعتقلين والأسرى، وعن ممارسات الاحتلال الإسرائيلي.
```

و كتب الدكتور هاني العقاد تحت عنوان «الفدائية» شموط «...رحلت وهي تبكي غزة»:
```
ها هي الفدائية الفلسطينية «زكية شموط» ترحل عن الدنيا بدموع خضبت وجنيها حسرة على غزة وما واجهته من قتل وتدمير وإبادة جماعية، رحلت وهي تشاهد مشاهد الحرب على غزة فكانت آلام غزة أكبر من آلام الموت، وكانت مشاهد الموت في غزة آخر مشاهد تراها هذه الفدائية، فكانت دعواتها بالنصر والتمكين لكل أهل غزة وللمقاومة لا تنقطع ولا تتوقف.
```

وكتب الاستاذ حازم عبد الله سلامة تحت عنوان «المناضلة الأسيرة زكية شموط، حكاية عاشقة الحرية»:
```
إنهم حرائر فلسطين وماجدات الوطن، فوطن خرجت منه المناضلة الأسيرة زكية شموط حتما له موعد مع الحرية، وسنوضع ذاكرة الأجيال حكايات النضال لماجدات فلسطين زكية شموط، 
ودلال المغربي
 
ووفاء إدريس
 
وشاديه أبو غـزالة
 
وحيـاة بـلـبـيسـي
 
ومنتهى حـوراني
 
ونـدى يـشـرطـي
 
وليـلى خـالـد
 
وفاطمة بـرنـاوي
، وألـف أخـريــات فـدائيـات، يتعانق عشقهم للوطن والحرية مع أسطورة النضال الثائرة الجزائرية جميلة بوحريد، ليرسموا للحرية الحمراء طريقا.
```